# Ida von Kortzfleisch
Ida Ottilie Achatia von Kortzfleisch (* 10. Oktober 1850 in Pillau, Ostpreußen; † 7. Oktober 1915 in Fredeburg, Westfalen) war die Gründerin der Reifensteiner Schulen.

## Leben und Schaffen
Sie entstammte dem preußischen Zweig des briefadeligen Adelsgeschlecht von Kortzfleisch. Ihre Eltern waren der königlich-preußische Oberst Otto von Kortzfleisch (1814–1895) und dessen Ehefrau Pauline, geborene von Talatzko (1818–1900). Ihr Bruder Gustav wurde preußischer Generalmajor.
Ida wuchs im ostpreußischen Pillau auf. Einen Teil ihrer Kindheit und Jugendzeit verlebte sie in Königsberg, wohin der Vater aus beruflichen Gründen versetzt worden war. Sie wurde zusammen mit den Töchtern zweier befreundeter adeliger Familien unterrichtet. Sie bewegte sich hauptsächlich in Kreisen von Gutsbesitzer- und preußisch adeligen Offiziersfamilien:
Es war ein  durchaus reichhaltiges geselliges Leben, ausgefüllt mit Besuchen, Festen und Bällen, Wohltätigkeitsveranstaltungen und Theateraufführungen. Ida von Kortzfleisch fand offensichtlich Gefallen an musischer Produktivität, sie beschäftigte sich mit Malerei und übte sich intensiv im Schreiben von Gelegenheitsgedichten zu außergewöhnlichen und festlichen Anlässen, die sie fortlaufend in dicken, schwarzen Heften aufbewahrte. Ansonsten war der Tagesablauf der jungen Frau streckenweise sehr gleichförmig, was die oft gleichlautenden Eintragungen in einem Notizblock deutlich machen.
Ida von Kortzfleisch wollte Kunst studieren, jedoch fehlte ihr dazu die nötige Ausbildung. Daraus resultierte ihr Wunsch nach einer besseren Ausbildung für Frauen. Sie erhielt von den Eltern die Erlaubnis zu einem mehrmonatigen Studienaufenthalt im Berliner Malatelier des Professors Karl Gussow:
Ihre Erfahrungen führten sie zur bitteren Selbsteinstufung als 'privilegierter Bettlerin', ein Resümee mit dennoch optimistischen Aspekten: ein weiterer Mosaikstein für den späteren Umbau ihres Lebens.
Während des Deutsch-Französischen Krieges 1870/71 übernahm sie die hauswirtschaftliche Leitung eines Kriegslazarettes in Pommern. Nach Übersiedlung mit ihren Eltern nach Hannover übte sie vorerst keinen Beruf aus. Durch Besuche auf ostpreußischen Gütern bei Verwandten wurde Kortzfleisch auf die zu diesen Zeiten schlechte Ausbildungslage der Landfrauen aufmerksam. Kortzfleisch wurde daraufhin eine Vorreiterin in weiblicher Berufsbildung.
Anlässlich des 1877 in Hannover stattfindenden Deutschen Frauentages wandte sich Ida von Kortzfleisch erstmals mit ihrem Entwurf über das Weibliche Dienstjahr sowie dem Aufbau Wirtschaftlicher Frauenhochschulen an die Öffentlichkeit:
Unter 'weiblichem Dienstjahr' verstand sie - analog zur Dienstpflicht der jungen Männer im Militär - eine einjährige Internatszeit in einer Wirtschaftlichen Frauenschule. Hier sollten den jungen Frauen die nötigen Kenntnisse zur selbständigen Führung des hauswirtschaftlichen Bereiches eines größeren landwirtschaftlichen Betriebes oder Gutes vermittelt werden.

## Historischer Rahmen
In der zweiten Hälfte des 19. Jahrhunderts gab es kaum Berufsausbildungseinrichtungen für Frauen, weder für Arbeiter- und Landfrauen, noch für „höhere Töchter“. Dies hatte eine schlechte Arbeitsqualität im jeweiligen Tätigkeitsbereich der Frau zur Folge, wie z. B. mangelhafte Hauswirtschaft oder ineffiziente Landwirtschaft. Die Töchter wohlhabender, adliger, urbaner Familien trugen im Gegensatz zu den Landfrauen keine Verantwortung für den Haushalt und das Gehöft, waren aber völlig vom Elternhaus oder Ehegatten abhängig. Der niedrige Bildungsstand der Frau in Haus- und Landwirtschaft stellte sowohl individuell als auch volkswirtschaftlich eine Verschwendung knapper Ressourcen dar. Die Problematik wie auch verschiedene Lösungsansätze, ebenso deren Behandlung durch die bürgerliche Frauenbewegung und Kortzfleischs Schulkonzepte waren bereits 1913 Gegenstand einer Dissertation zum ländlich-hauswirtschaftlichen Bildungswesen in Deutschland.

## Entwicklung
Kortzfleisch veröffentlichte 1894 eine Denkschrift unter dem Titel Die Weibliche Dienstpflicht in der wirthschaftlichen Frauenhochschule in der Tageszeitung Tägliche Rundschau. Sie reagierte damit auf eine Artikelserie des Schriftstellers Otto Leixner zur Frauenfrage in Deutschland, der die politische Streberei wie den falschen Bildungsbegriff der Weiberrechtlerinnen und deren angebliche zunehmende Vaterlandslosigkeit angegriffen hatte. Die Denkschrift wurde namensgebend für die wirtschaftlichen Frauenschulen, die Kontroverse führte mit zur Gründung der Schulen. Ida von Kortzfleisch entwickelte die Idee, diesen Mangel an (Aus-)Bildung mit der Errichtung einer "Wirtschaftlichen Frauenhochschule" zu beheben.
Sie vertrat die Ansicht, dass die Frau versuchen sollte, typisch weibliche Eigenarten und Fähigkeiten zu fördern.
Für dieses Modell von "Wirtschaftlichen Frauenhochschulen" warb sie in Vorträgen und Publikationen und fand schließlich auch finanzielle Unterstützung.
1897 gründete Ida Kortzfleisch in Zusammenarbeit mit Auguste Förster die erste "wirtschaftliche Frauenschule auf dem Lande" in Nieder-Ofleiden, Hessen, die 1900 ins Kloster Reifenstein verlegt wurde. In der neugegründeten wirtschaftlichen Frauenschule erhielten die Mädchen/Frauen eine fundierte Ausbildung in Selbstversorgungslandwirtschaft, Gartenbau, Kleintierhaltung, Krankenpflege, Kindererziehung, aber auch eine Einführung in Chemie und Physik, Kunstgeschichte und Botanik. Die Schülerinnen nannte Ida von Kortzfleisch "Maiden", die sich durch Eigenschaften wie Mut, Ausdauer, Idealismus und Demut kennzeichnen sollten.
Der Gründung des „Reifensteiner Vereins für wirtschaftliche Frauenschulen auf dem Lande“ (1899 Reifensteiner Verband) durch von Kortzfleisch im Jahre 1896, der 1900 rechtswirksam wurde, schlossen sich (vgl. Liste der Reifensteiner Schulen) weitere Schulgründungen an, u. a. 1901 Obernkirchen, 1905 in Maidburg in Posen, 1903 in Geiselgasteig und später Miesbach, 1908 in Scherpingen in Westpreußen sowie 1911 in Bad Weilbach, die letzte Gründung von Ida von Kortzfleisch. Diese und noch weitere Ausbildungsstätten, die Reifensteiner Schulen, spielten in den Folgejahren eine bedeutende Rolle für die gesamte Land- und Volkswirtschaft Deutschlands. Den Ausbildungsstätten wurde Einfluss auf die Landflucht, die Landfrauenbewegung und das hauswirtschaftliche Schul- und Lehrlingswesen zugeschrieben. 1909 erfolgte die staatliche Anerkennung der Schulen, Lehrpläne sowie der Prüfungsordnungen.
1913 gründete und leitete sie den Maidenbund, eine Vereinigung der ehemaligen Schülerinnen der wirtschaftlichen Frauenschulen.
Ida von Kortzfleisch verstarb am 7. Oktober 1915 in Fredeburg auf einer Reise zum Kloster Grafschaft, um dort den ersten Frauendienstplatz einzurichten. Sie wurde am 11. Oktober 1915 in Limmer bei Hannover beigesetzt.

## Ehrungen
- 1907 Luisenorden

## Werke (Auswahl)
- Der freiwillige Dienst in der wirtschaftlichen Frauen-Hochschule, Braunschweig 1895.
- Unsere zwölfjährigen Erfahrungen in den wirtschaftlichen Frauenschulen auf dem Lande, in: Berliner Ortsgruppe des Deutsch-Evangelischen Frauenbundes (Hrsg.): Frauenschulen, Leipzig/Berlin 1909, S. 42–53.
- Das Maidenbuch, Gotha 1910.

## Genealogie
- Gothaisches Genealogisches Taschenbuch  der Briefadeligen Häuser. 1907. 1. Jahrgang, Justus Perthes, Gotha November 1906, S. 423. Online Univ. Bib. Düsseldorf
- Gothaisches Genealogisches Taschenbuch der Adeligen Häuser. Alter Adel und Briefadel. 1922. 16. Jahrgang, Justus Perthes, Gotha Dezember 1921, S. 501 f. Online/(kostenfrei) Internet Archive

## Weblink
- Reifenstein Verband PDF